# Musée d'Histoire maritime de Saint-Tropez
Le musée d'Histoire maritime de Saint-Tropez est un musée situé dans la citadelle de Saint-Tropez, dans le département du Var en France, ouvert depuis le 23 juillet 2013. Il retrace les caractéristiques comme les évolutions des différentes catégories d'activités maritimes - tant tropéziennes que françaises - de la pêche artisanale en passant par le cabotage, les liaisons transocéaniques et la marine de guerre. bâtiments  Classé MH (1995).

## Historique
À l'origine, il s'agit d'une tour militaire édifiée à partir de 1602 selon les plans de Raymond de Bonnefons (ingénieur du roi Henri IV) sur la colline des Moulins. Dans les années 1620-1630 est construite la grande enceinte défensive lui servant de protection contre d'éventuels envahisseurs.
Au fil des ans, la tour est ainsi devenue le donjon d'une citadelle, protégée au titre des monuments historiques dès 1921, passée à l'État en 1918, qui le revend à la ville de Saint-Tropez en 1992.
Le donjon est d'abord occupé par le musée naval de 1958 à 2002, et abrite désormais le musée d'Histoire maritime, ouvert le 23 juillet 2013 après dix ans de travaux de restauration et de revalorisation du site.
En 2022, à la suite d'une dégradation de la citadelle, un chantier est mis en place afin de réaliser des travaux pour, selon Var Matin,  "sauvegarder" et sécuriser la citadelle.
En 2023, la direction du musée annonce accueillir 100.000 visiteurs par an.

## Le musée
Rez-de-chaussée du donjon
Les salles du rez-de-chaussée s'intéressent à l'histoire de la mer, à ses légendes et à son économie. Le port de Saint-Tropez est mis à l'honneur ainsi que ses chantiers navals. Les différents secteurs économiques sont présentés : la pêche, autour des espèces pêchées et l'évolution du métier ; le cabotage, avec les marchandises, les hommes et les embarcations ; l'usine de câbles Grammont, l'usine de torpilles de Gassin et l'école d'hydrographie formant les capitaines au cabotage comme au long cours complètent la visite du rez-de-chaussée.
Premier étage
Les grandes figures de l'histoire maritime tropézienne et les Tropéziens dans la marine de guerre et marchande sont mis à l'honneur :
- Pierre André de Suffren (1729-1788) qui a donné son nom dans l'histoire de la marine française, à quatre classes de navires ;
- Hippolyte de Bouchard (1780-1837) d'abord pêcheur à Saint-Tropez avec son père puis officier français de la marine de guerre à la carrière mouvementée ;
- Jean-François Allard (général) (1785-1839) général français né à Saint-Tropez qui entre ensuite au service du roi sikh du Pendjab Ranjît Singh.

La visite se poursuit autour de la marine de guerre, le grand cabotage et le commerce en Méditerranée, les voyages transocéaniques. Elle se termine sur les cap-horniers et le temps des paquebots.
Dernier étage - la terrasse du donjon
Depuis la terrasse, la vue panoramique s'ouvre sur le Golfe de Saint-Tropez et dans deux tourelles ont été aménagées en 2018 deux salles consacrées aux thématiques de la plaisance et du motonautisme à Saint-Tropez.
Le parcours de visite du musée se clôture au rez-de-chaussée avec une dernière salle consacrée à la pêche aux éponges et au corail. Des expositions temporaires sont également mises en place comme celle dediée au bateau "Le Virtuelle" créé par Philippe Starks.

## Galerie d'images

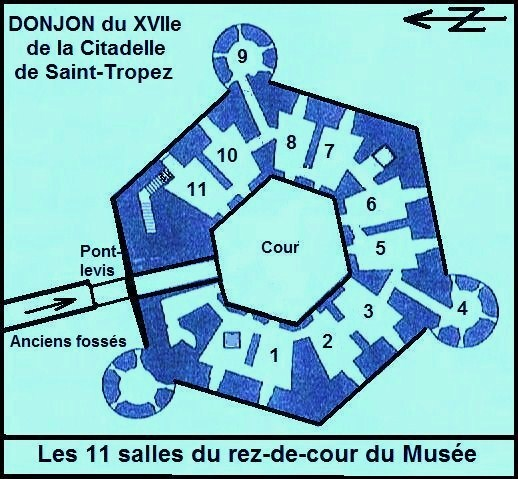
Plan du rez-de-cour du donjon avec ses onze salles.
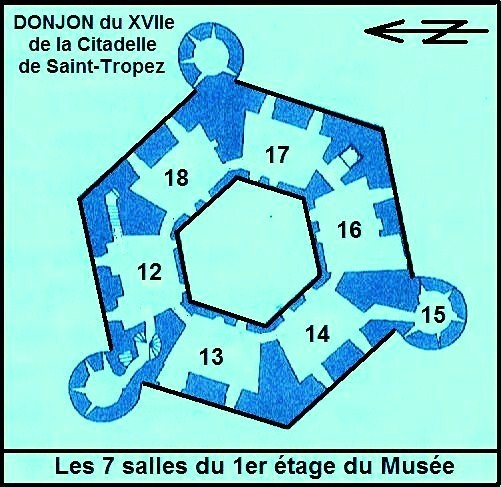
Plan du 1er étage du donjon avec ses sept salles.
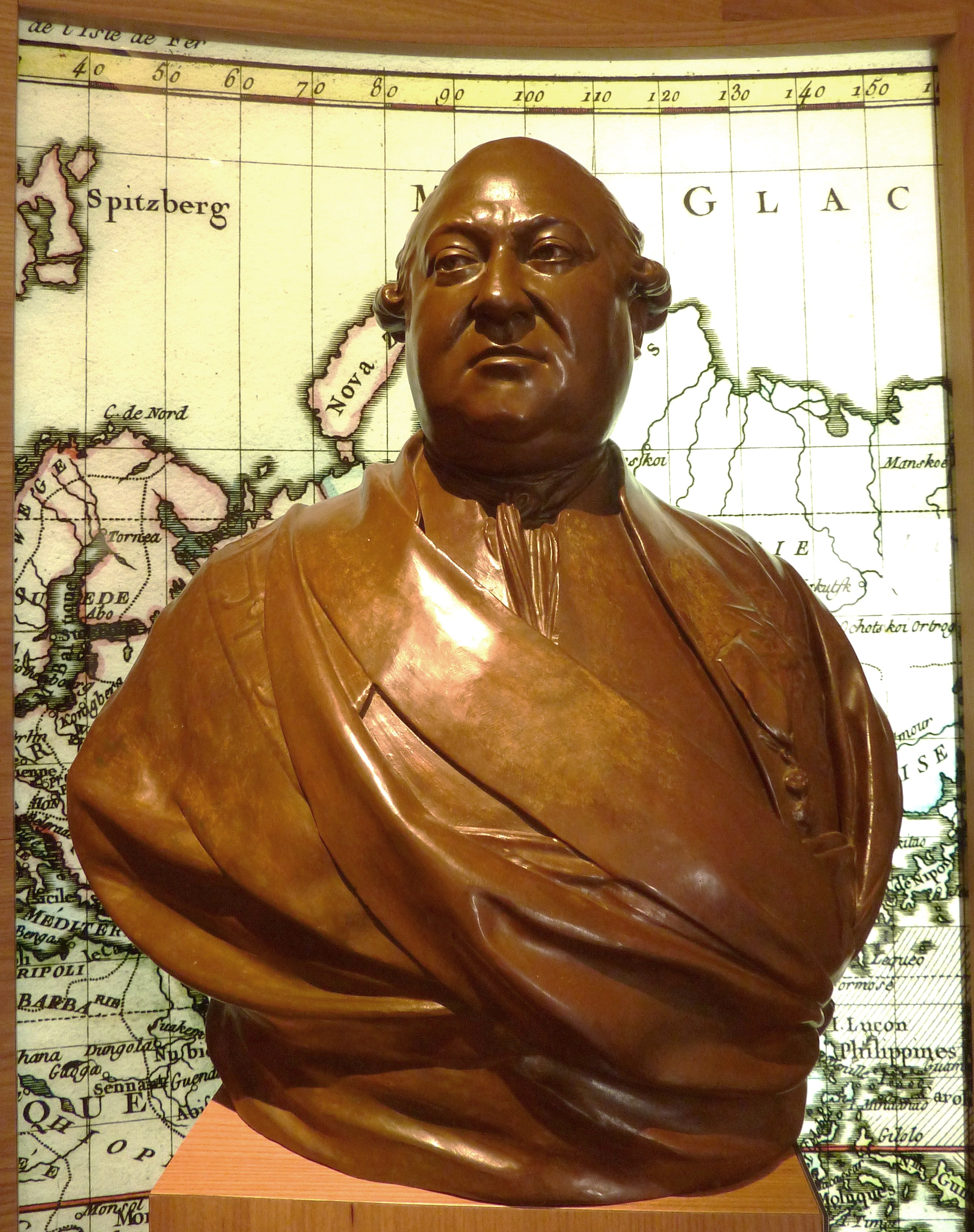
Pierre André de Suffren (buste par Michel Mourier d'après Houdon).
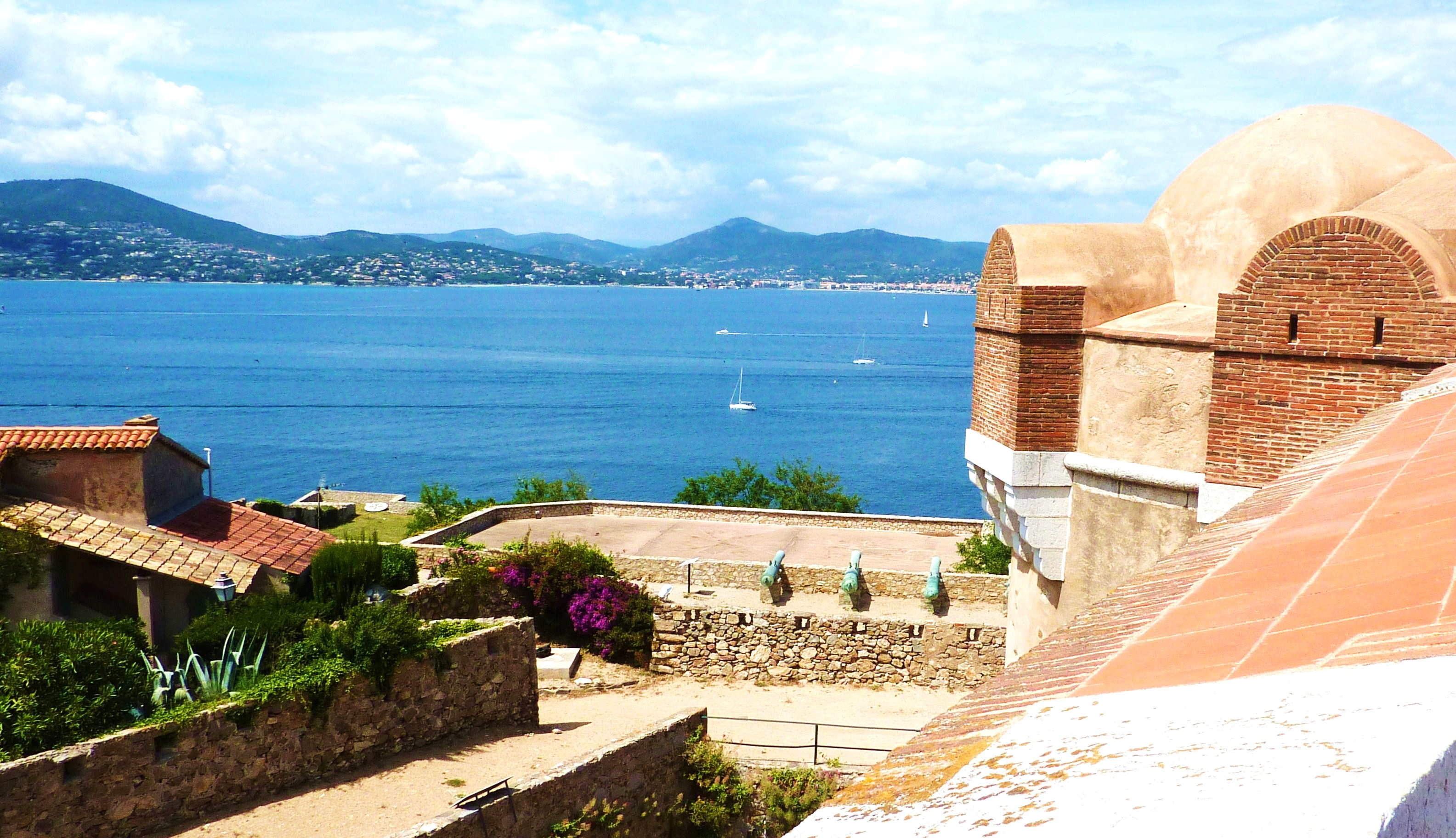
Vue sur la citadelle et le golfe de Saint-Tropez.
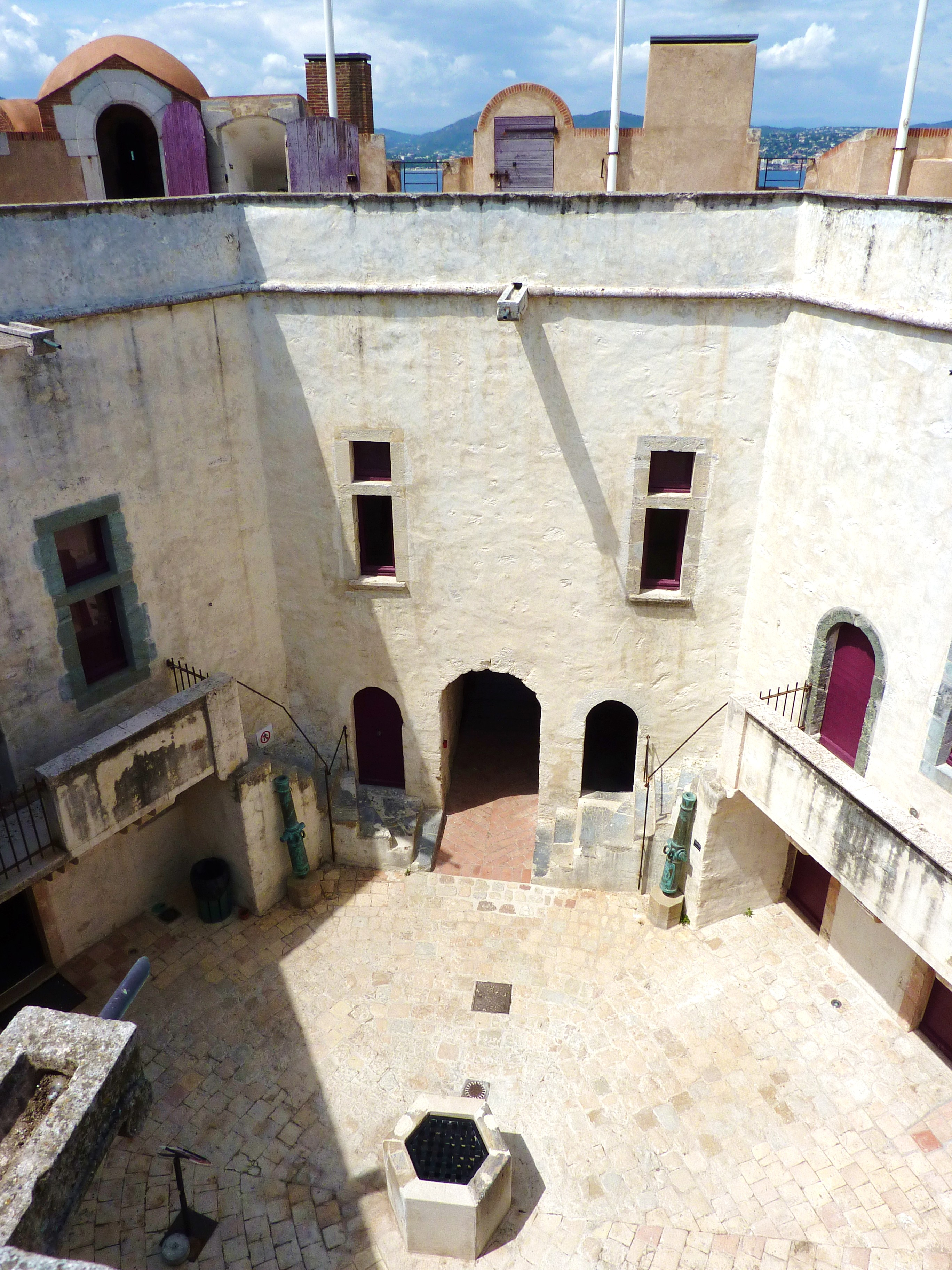
Vue sur la cour intérieure du donjon-musée.